# Acanthocephalus galaxii
Acanthocephalus galaxii är en hakmaskart som beskrevs av Hine 1977. Acanthocephalus galaxii ingår i släktet Acanthocephalus och familjen Echinorhynchidae. Inga underarter finns listade i Catalogue of Life.